# دیوید مالامنت
 دیوید مالامنت (انگلیسی: David Malament؛ زاده ۱۹۴۷ (۷۷–۷۸ سال)) یک دانشمند اهل ایالات متحده آمریکا است.